# Juri Nikolajewitsch Tynjanow

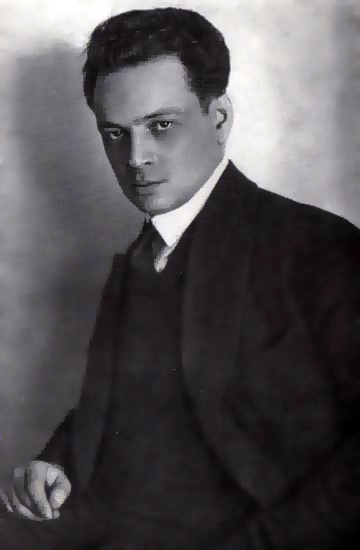
Juri Nikolajewitsch Tynjanow

Juri Nikolajewitsch (Nassonowitsch) Tynjanow (russisch Юрий Николаевич (Насонович) Тынянов, wiss. Transliteration Jurij Nikolaevič (Nasonovič) Tynjanov) (* 6. Oktoberjul. / 18. Oktober 1894greg. in Reschiza, Gouvernement Witebsk; † 20. Dezember 1943 in Moskau) war ein russischer bzw. sowjetischer Schriftsteller, Literaturwissenschaftler, Übersetzer, Drehbuchautor und Filmtheoretiker.
Tynjanows Ruhm als Schriftsteller gründet sich insbesondere auf seine historischen Romane. Literaturwissenschaftlich ist er primär als erfolgreicher Literaturtheoretiker in Erscheinung getreten und gilt als bedeutendster Vertreter des Russischen Formalismus, dessen bis Mitte der 1920er Jahre durchdiskutierte Grundideen er reformulierte, systematisierte und erfolgreich ausbaute. Entscheidend beteiligt war er etwa an der Entwicklung des Konzepts einer literarischen Evolution, das bis heute in der Literaturwissenschaft vor dem Hintergrund der Legitimationskrise der Literaturgeschichtsschreibung diskutiert wird.

## Wissenschaftliche Leistungen
Von 1904 bis 1912 besuchte Tynjanow das Pleskauer Gymnasium und studierte von 1912 bis 1918 russische Philologie an der Historisch-philologischen Fakultät der Universität Petersburg. Zu seinen Lehrern gehörten der vom Positivismus und Idealismus beeinflusste Literaturhistoriker S. A. Vengerov sowie der Sprachwissenschaftler Jan Baudouin de Courtenay, der Tynjanow mit der These bekannt machte, dass der allgemeine Sprachwandel als Kampf zwischen konservativen und innovativen Kräften zu verstehen sei. Ab 1921 lehrte und forschte Tynjanow am Russischen Institut für Geschichte der Künste in Petrograd, wo er auch der Gesellschaft zur Untersuchung der schönen Literatur angehörte.
Den Futuristen Wladimir Majakowski und Welimir Chlebnikow künstlerisch nahestehend und zunehmend vom vorherrschenden Positivismus der zeitgenössischen Geisteswissenschaften aufgrund deren Theorielosigkeit sowie statischem Substanzdenken entfremdet, trat Tynjanow 1921 der 1916 von Wiktor Schklowski und Boris Eichenbaum gegründeten „Gesellschaft zum Studium der poetischen Sprache“, genannt OPOJAS bei. Ziel der Gruppe war es, das Theoriedefizit der Literaturwissenschaft durch intensive Methodenreflexion und durch Konzentration auf die Machart der literarischen Texte zu überwinden. Dabei stand von Anfang an die Frage nach den spezifischen Verfahren, die Texten eigentlich erst ihren literarischen Charakter verleihen, also die Frage nach der Literarizität sprachkünstlerischer Rede, im Vordergrund der Bemühungen.
Um die Literarizität eines Textes (literaturnost) und damit die Eigengesetzlichkeit der Literatur objektiv bestimmen zu können, führte Tynjanow als erster systematisch die Begriffe „Funktion“ und „System“ in den literaturtheoretischen Diskurs ein, die er mit dem Verfremdungstheorem Schklowskis zu einem eigenen Ansatz kombinierte. Das literarische Werk konzipiert er dabei als Werk-System, das sich aus einzelnen Elementen zusammensetzt, deren konstruktive Funktion jedoch niemals isoliert, sondern immer nur in Relation zu den Funktionen der anderen Elemente des eigenen Werk-Systems und den Funktionen der Elemente anderer Werk-Systeme oder sogar außerliterarischer Reihen analysiert werden dürfe. Dabei definiert er die konstruktive Funktion eines gegebenen Elementes in Bezug zu andersartigen Elementen des gleichen Werk-Systems als dessen gewissermaßen integrative, dem Werk seine innere Einheit stiftende Synfunktion, seine konstruktive Funktion gegenüber gleichartigen Elementen in anderen Werk-Systemen als dessen Autofunktion.
Dem Substanzdenken der Positivisten und ihrer ontologisierenden Suche nach dem Wesen der Literatur setze Tynjanow einen äußerst dynamischen Funktionsbegriff entgegen und betonte, dass die Grenze zwischen Literatur und Nicht-Literatur permanenten Definitionskämpfen ausgesetzt sei und sich daher ständig verändere. Darüber hinaus ging der sowjetische Literaturtheoretiker davon aus, dass das literarische System intern nach dem Prinzip von Zentrum und Peripherie organisiert sei, wobei er die gerade dominierenden Genres im Zentrum, die weniger bedeutenden Gattungen am Systemrand verortet, von wo aus sie allerdings bei günstigen evolutionären Bedingungen jederzeit ins Schwerkraftzentrum des literarischen Systems vorzurücken imstande seien. Unabdingbare Voraussetzung für ein solches Ins-Zentrum-Rücken ist allerdings die sog. „Automatisierung“ des dominierenden Paradigmas, d. h. das durch Gewöhnung hervorgerufene Einbüßen der Fähigkeit, die Wahrnehmung der Leser dauerhaft noch durch überraschende Arrangements im Rahmen einer „erschwerten Form“ fesseln zu können. In diesem Zusammenhang sei Literaturgeschichte als Evolution der literarischen Reihe, als Kampf um die Position im Zentrum anzusehen, in dessen Fortgang ein Paradigma das vorhergehende ablöse und so die Entwicklung der Literatur vorantreibe.
Konkret beschrieb Tynjanow solche evolutionären Ablösungen als Prozesse, die immer nach dem folgenden Schema ablaufen:
„Bei der Analyse der literarischen Evolution stoßen wir nun auf folgende Etappen: 1) in dialektischer Beziehung zum automatisierten Konstruktionsprinzip kündigt sich ein entgegengesetztes Konstruktionsprinzip an; 2) es vollzieht sich seine Anwendung, das Konstruktionsprinzip sucht sich die leichteste Anwendungsmöglichkeit; 3) das Konstruktionsprinzip dehnt sich auf eine größtmögliche Zahl von Erscheinungen aus; 4) es wird automatisiert und ruft entgegengesetzte Konstruktionsprinzipien hervor.“

## Künstlerisches Schaffen
Eng verbunden mit der künstlerischen Avantgarde der 1910er und 1920er Jahre beschrieb Tynjanow in seinen historischen Romanen unter anderem den Schriftsteller Alexander Gribojedow, Zeitgenosse und Bekannter von Puschkin, der als bevollmächtigter Minister (Wesir Muchtar) 1828 nach Persien geschickt wird, um dort über die Zahlungen der Kriegskosten an Russland zu wachen. Von aufgebrachten Persern wird er deswegen umgebracht.
Die Sprache in Tynjanows Werken ist vor allem durch eine berauschende Metaphorik und Bildlichkeit geprägt, die Tynjanow insbesondere auch dazu einsetzt, um ironischen Humor zu entwickeln und die eigentlich tragischen Lebensläufe mit feinem Witz darzustellen. Die folgende Leseprobe stammt aus der Ausgabe: Juri Tynjanow: Der Tod des Wesir Muchtar. 2. Auflage. Verlag Volk und Welt, Berlin 1976, S. 148f.
Nesselrode winkte mit dem Händchen.
"Sie wissen, bester Alexander Sergejewitsch, daß unser Graf von Eriwan mit einer Million belohnt wurde."
Dies sagte überflüssigerweise Rodofinikin.
Sie stimmten nicht überein, die beiden Chefs, weder im Blick noch im Wort. Sie erwarteten keine Antwort, sondern sprachen in die Luft, als ob sie auf etwas oder auf jemanden warteten.
"Der Monarch hat mit mir über Sie gesprochen." Nesselrodes Augen kamen zum Stillstand. Er rieb sich die frierenden Händchen und sah Rodofinikin an.
"Wir haben endlich eine Aufgabe gefunden, die Ihrer würdig ist."
Gribojedows Mund wurde zum Gänseschnabel. Vorgeneigt saß er da, die Beine unter den Sessel gezogen, und seine Augen blickten starr.
"Eine wichtige, einmalige Aufgabe", Nesselrode seufzte, "als diplomatischer Bevollmächtigter für unsere Angelegenheiten in Persien."
Er hob bedeutsam den Finger.
Juri Nikolajewitsch Tynjanow übersetzte auch westeuropäische Autoren (u. a. Heinrich Heine).

## Ehrung
- 31. Januar 1939: Orden des Roten Banners der Arbeit.